# Abdulmohsen Al-Bagir
Abdulmohsen Al-Bagir (ur. 24 lutego 1976) – saudyjski sztangista, olimpijczyk z Letnich Igrzysk Olimpijskich 2004.

## Kariera
Brał udział w Letnich Igrzyskach Olimpijskich 2004 w kategorii do 69 kg. W latach 1999 i 2003 brał udział w mistrzostwach świata w podnoszeniu ciężarów.